# Bücker Bü 131

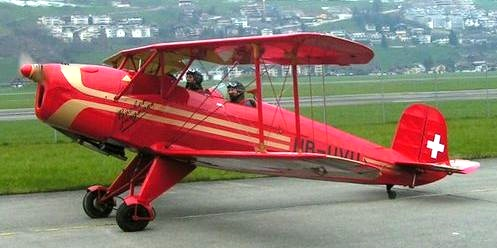
CASA 1.131-E SERIE 2000

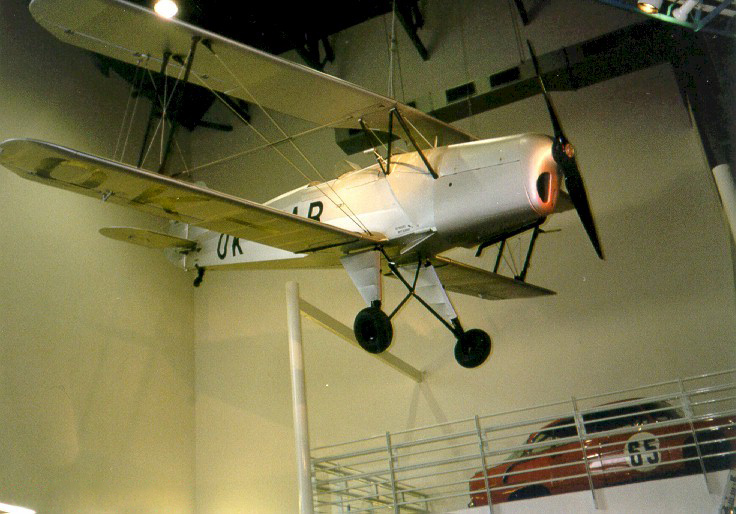
Tatra T-131 (Baujahr 1936)

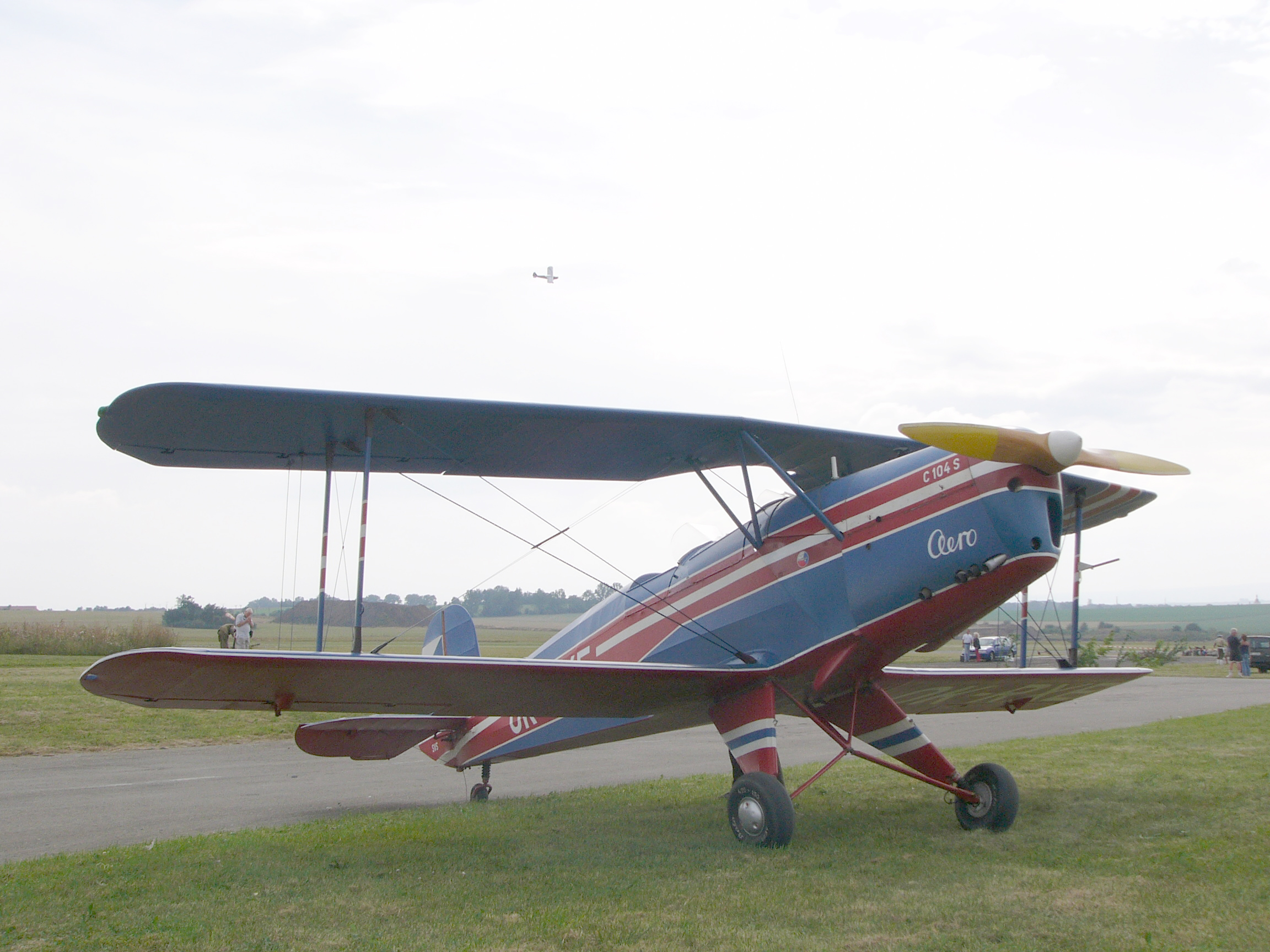
Aero C-104 S

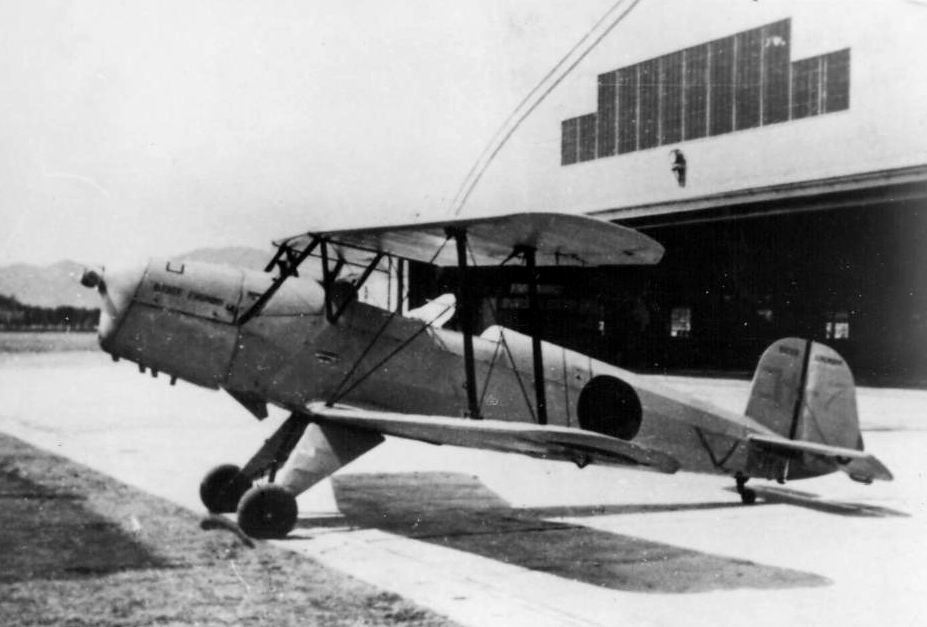
Kokusai Ki-86A, 1945

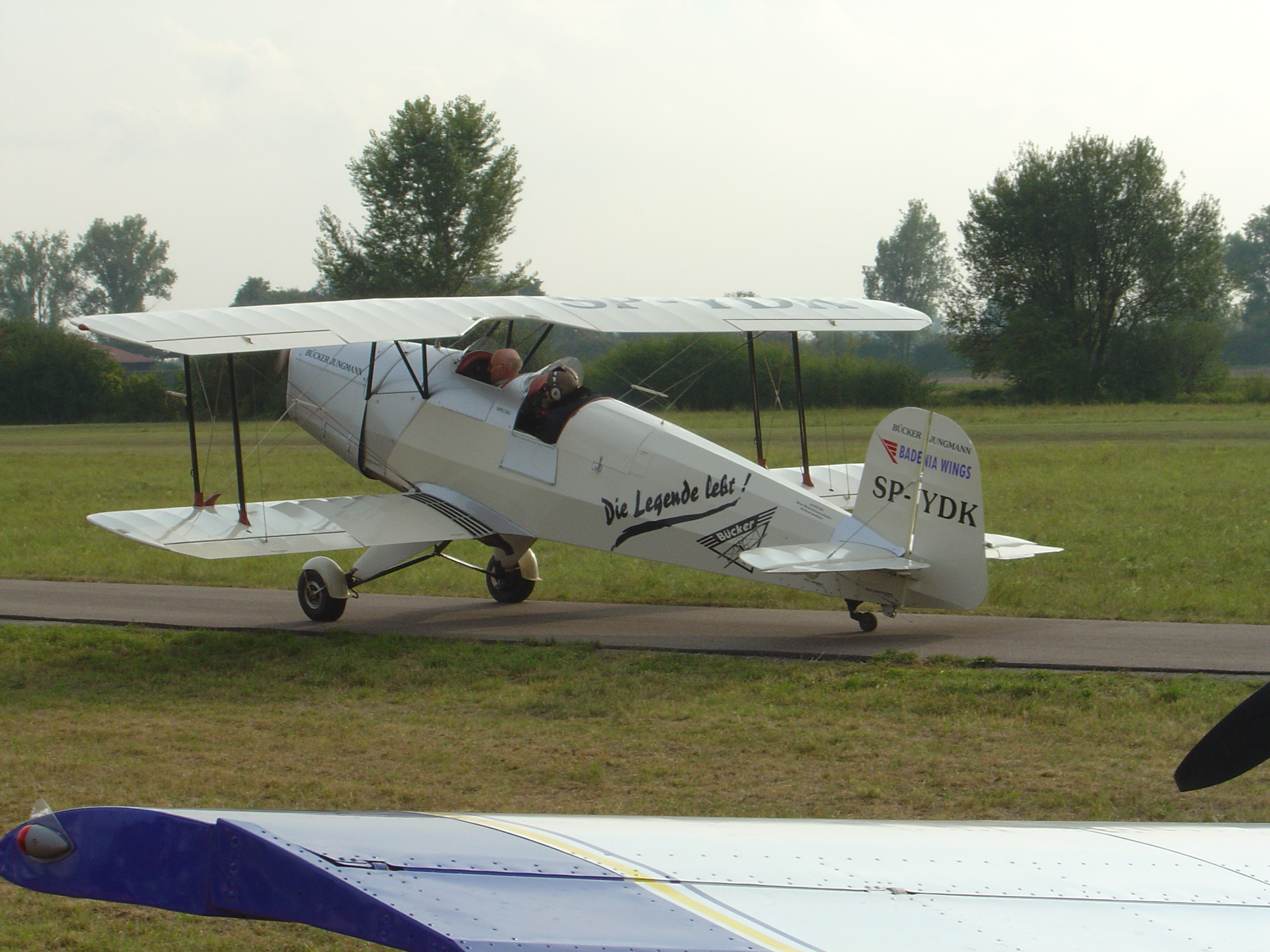
Polnischer Jungmann-Nachbau von Serwis Samolotów Historycznych

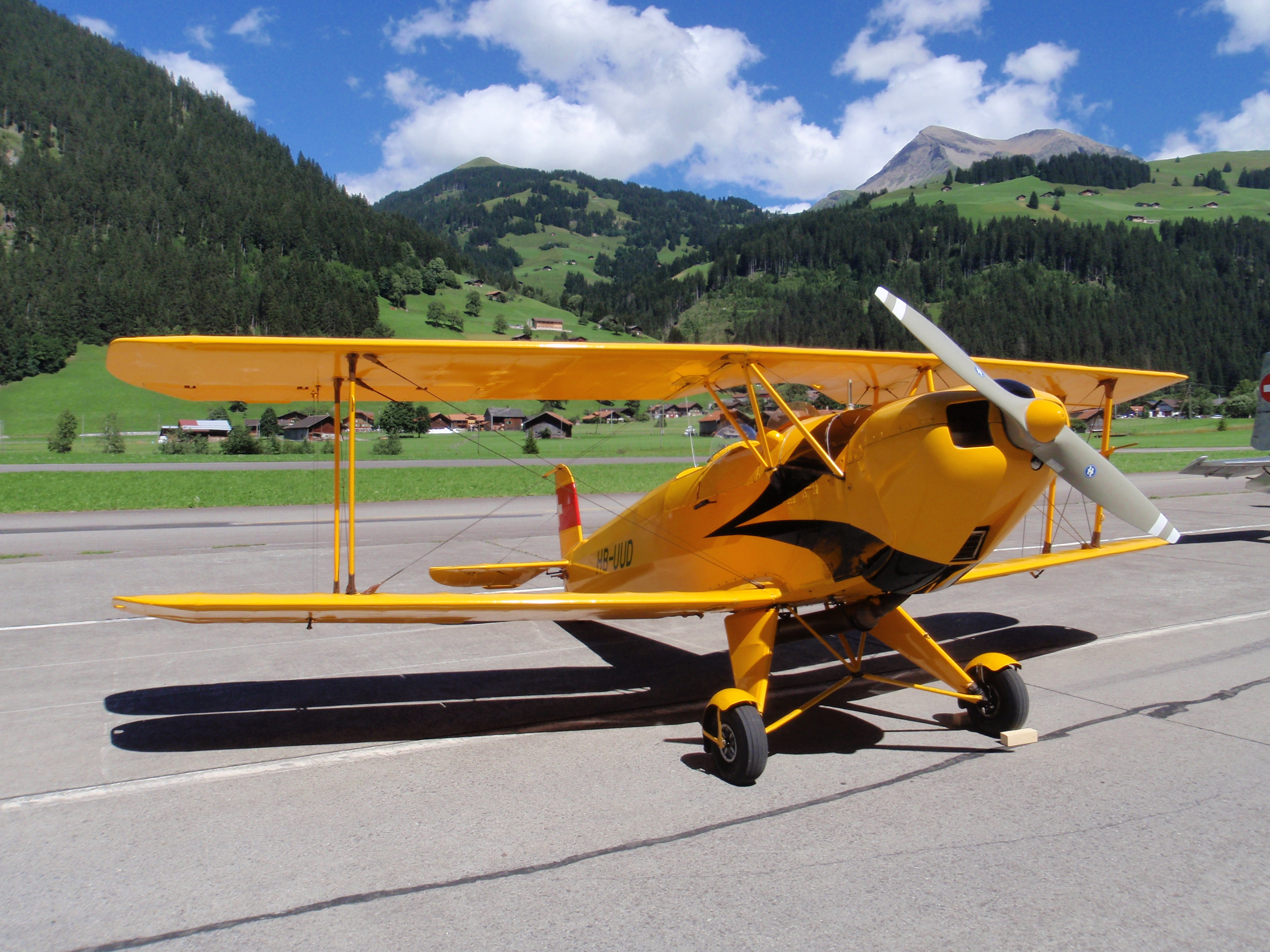
Bücker Jungmann mit Lycoming-Motor

Die Bücker Bü 131 Jungmann war das erste Flugzeug des Herstellers Bücker Flugzeugbau. Der Erstflug des einmotorigen Doppeldeckers fand am 27. April 1934 statt. Konstrukteur war der Schwede Anders J. Andersson. Eingesetzt wurde es an Flugschulen und in der neu entstandenen Luftwaffe, wo es eines der Standard-Schulflugzeuge wurde.
In Deutschland wurden 3000 Stück hergestellt, insgesamt (Lizenzbauten eingeschlossen) wurden etwa 5000 Maschinen produziert. Die Konstruktion der einsitzigen Bücker Bü 133 Jungmeister basierte weitgehend auf der Bü 131 Jungmann.

## Versionen
- Bü 131 V-1: Prototyp mit Motor Hirth HM 60 R (80 PS)
- Bü 131 A: Ursprüngliche Serienversion mit Hirth HM 60 R (80 PS)
- Bü 131 B: Verbesserte Version mit dem stärkeren Hirth HM 504 A2 (105 PS)
- Bü 131 C: Einzelstück mit Blackburn Cirrus Minor (90 PS)
- Bü 131 D: Ersetzte ab 1938 die B-Version. Unterscheidet sich äußerlich durch ein größeres Spornrad. Motor Hirth HM 504 A-2 (105 PS)

- Kokusai Ki-86A: Japanische Lizenzversion für die Kaiserlich Japanischen Heeresluftstreitkräfte mit Hitachi Ha47. 1037 Stück wurden gebaut.
- Kokusai Ki-86B: Rumpf der Ki-86 in Holzbauweise.
- Kyūshū K9W1 Momoji: Japanische Lizenzversion von 1943 für die Kaiserlich Japanischen Marineluftstreitkräfte mit Hitachi GK4A Hatsukaze 11, 339 Stück wurden gebaut.
- CASA 1.131: Spanische Lizenzversion, über 550 produziert, davon 200 mit HM 504 die übrigen mit Motoren Elizalde (ENMA) Tigre G-IV A (125 PS) bzw. G-IV B (150 PS)
- Tatra T-131: Tschechoslowakische Lizenzversion von 1937. Motor Walter Minor 4-II (105 PS).
- Aero C-4: Tschechoslowakische Nachkriegsversion von 1946 mit verbliebenen Hirth HM 504. 20 produziert.
- Aero C-104: Tschechoslowakische Nachkriegsversion (1946–1949). 260 Exemplare mit Walter Minor 4-II (105 PS) gebaut.

## Produktion
Die Bücker 131 wurde von Bücker, Aero in Prag und Sta (Namenskürzel unbekannt) in Serie gebaut.
Bauzahlen der Bücker 131:
| Typ    | 1934 | 1935 | 1936 | 1937 | 1938 | 1939 | 1940 | 1941 | 1942 | Summe |
| ------ | ---- | ---- | ---- | ---- | ---- | ---- | ---- | ---- | ---- | ----- |
| Bü 131 | 6    | 65   | 221  | 194  | 201  | 462  | 640  | 105  | 8    | 1902  |

Im RLM-Auftrag wurden 223 mit dem Motor HM 60 (A-Serie) und 1356 mit dem HM 504 (B- und D-Serie), zusammen 1579 Bü 131, geliefert. Die Produktion belief sich auf 200 Bü 131 bei Aero und 15 bei Sta, der Rest bei Bücker.
Die Schweiz flog insgesamt 84 Bü 131, davon drei Importe, also 81 Lizenzbauten von Dornier, Altenrhein. CASA in Spanien baute 555 Bü 131 in Lizenz. Die japanische Produktion lag bei 1037 Ki-86A und 339 K9W1. Aero baute in der Nachkriegszeit 248 C-104. Die Produktion bei Tatra ist nicht genau zu bestimmen. 35 Flugzeuge waren bestellt worden, für elf liegen Zulassungen vor, weitere fünf erhielten keine Zulassung. Also ist eine Produktion von ca. 16 T-131 anzunehmen. Somit lag die Gesamtproduktion der Bü 131 bei etwa 4200 Exemplaren.
| Lizenz-Hersteller                     | Land             | Typenbezeichnung | Baujahre  | Stückzahl                                   |
| ------------------------------------- | ---------------- | ---------------- | --------- | ------------------------------------------- |
| Mährisch-Schlesische Fahrzeugwerke    | Deutschland      | Bü 131           | 1939      | 15                                          |
| Dornierwerke Altenrhein               | Schweiz          | Bü 131B          | 1936–1943 | 84 (Schweizer Flugwaffe) 46 (zivile Kunden) |
| Watanabe                              | Japan            | K9W-1 Momoji     | 1942–?    | 339                                         |
| Kyūshū                                | Japan            | Ki-86A           | 1942–?    | 1037                                        |
| Tatra                                 | Tschechoslowakei | T131             | 1937      | 10                                          |
| Aero                                  | Tschechoslowakei | Bü 131 C-4 C-104 | 1938–1949 | C-4: 20 C-104: 260                          |
| Construcciones Aeronauticos SA (CASA) | Spanien          | C.A.S.A 1.131    | 1938–1963 |                                             |
| Serwis Samolotów Historycznych        | Polen            | Bücker T-131 PA  | 1996–2006 | 30                                          |

## Exporte
Es wurde eine Vertriebsserie für 97 Bü 131 aufgelegt. Die restlichen Exporte sind der RLM-Serie entnommen.
Exporte der Bückers Bü 131:
| Land                     | 1936 | 1937 | 1938 | 1939 | 1940 | 1941 | 1942 | Summe |
| ------------------------ | ---- | ---- | ---- | ---- | ---- | ---- | ---- | ----- |
| Ungarn                   | 20   | 17   | 1    | 39   | 40   | 101  | 26   | 244   |
| Portugal                 | 2    | 1    |      |      |      |      |      | 3     |
| Rumänien                 | 6    | 4    | 3    | 11   |      |      |      | 24    |
| Südafrika                | 2    | 7    | 5    | 2    |      |      |      | 16    |
| Uruguay                  | 1    |      |      | 1    |      |      |      | 2     |
| Brasilien                |      | 2    | 3    | 9    |      |      |      | 14    |
| Schweiz                  |      | 3    |      |      |      |      |      | 3     |
| Finnland                 |      | 1    | 1    |      |      |      |      | 2     |
| Spanien                  |      | 28   | 25   |      | 40   |      |      | 93    |
| Japan                    |      | 5    |      | 14   |      |      |      | 19    |
| Schweden                 |      |      | 3    | 1    |      |      |      | 4     |
| Bulgarien                |      |      | 12   |      |      |      |      | 12    |
| Chile                    |      |      |      | 1    |      |      |      | 1     |
| Niederländisch-Ostindien |      |      |      | 6    |      |      |      | 6     |
| Kroatien                 |      |      |      |      |      | 10   |      | 10    |
| SUMME                    | 31   | 68   | 53   | 84   | 80   | 111  | 26   | 453   |

Der Bücker-Geschäftsbericht erwähnt weitere Exporte bis 1938: Österreich 2, Niederlande 1, Jugoslawien 1, Polen 1, ČSR 1, China 1, Mandschukuo 5 und 10 Privatverkäufe im Inland.

## Nutzer
- Deutsches Reich:
- Deutschland:
- Finnland:
- Japan: In Japan wurde die Bü 131 ab 1942 in Lizenz gebaut und als Kokusai Ki-86 (1037 Stück) und Kyūshū K9W1 (339 Stück) eingesetzt.[9]
- Kroatien:
- Niederlande:
- Rumänien:
- Schweden:
- Schweiz: Im Dienst der Schweizer Flugwaffe als A-16[10] von 1936 bis 1971 (Schweizer Lizenzbauten, von Dornier Altenrhein hergestellt).
- Spanien: Über 100 Stück ab Februar 1937 geliefert.[11] Von 1938 bis 1960 produzierte CASA 555 Flugzeuge als CASA 1.131 in Lizenz, davon etwa 300 mit dem spanischen Motor ENMA Tigre G-IV.[9]
- Südafrika:
- Tschechoslowakei: Ab 1937 erfolgte bei Tatra der Lizenzbau als T-131, später auch bei Aero als C-104. Während der Okkupation und Kriegszeit lief die Produktion weiter. In der Nachkriegszeit wurden ehemalige deutsche Maschinen eingesetzt, aber auch Nachbauten. Aero stellte von 1946 bis 1949 260 weitere C-104 her.[9]
- Ungarn:

## Technische Daten (Bü 131 B)
| Kenngröße                       | Daten                                            |
| ------------------------------- | ------------------------------------------------ |
| Besatzung                       | 1–2                                              |
| Spannweite                      | 7,40 m                                           |
| Länge                           | 6,62 m                                           |
| Höhe                            | 2,25 m                                           |
| Flügelfläche                    | 13,50 m²                                         |
| Leermasse                       | 380 kg                                           |
| max. Startmasse                 | 680 kg                                           |
| Triebwerk                       | ein Reihenmotor Hirth HM 504 A-2, 105 PS (77 kW) |
| Startrollstrecke                | 130–140 m (je nach Quelle)                       |
| Landerollstrecke                | 120–135 m (je nach Quelle)                       |
| Höchstgeschwindigkeit           | 183 km/h in Bodennähe                            |
| Reisegeschwindigkeit            | 170 km/h                                         |
| höchstzulässige Geschwindigkeit | 350 km/h                                         |
| Mindestgeschwindigkeit          | 82 km/h                                          |
| max. Steigleistung in Bodennähe | 3,2–3,8 m/s (je nach Quelle)                     |
| Dienstgipfelhöhe                | 3000 m                                           |
| Reichweite                      | 400 km                                           |

## Heutige Verbreitung und Nachbauten
Wegen der großen hergestellten Stückzahlen und ihrer weiten Verbreitung als Militär-Schulungsflugzeug ist die Jungmann heute einer der verbreitetsten Oldtimer. Da aber kaum noch Ersatzteile für den Originalmotor aufzutreiben sind, wurden einige Exemplare mit einem Lycoming-Boxermotor ausgerüstet. Dadurch konnten diese Flugzeuge zwar von der Stilllegung bewahrt werden, die durch die Umrüstung notwendig gewordene breitere Motorverkleidung (Cowling) zerstört allerdings die elegante Linie des Flugzeugs weitgehend.
Der polnische Flugzeughersteller Serwis Samolotów Historycznych in Jasienica baute die Bücker Bü 131 Jungmann ab 1994 originalgetreu nach. Nach dem Tod des Firmengründers Janusz Karasiewicz bei einem Flugunfall mit einem Ultraleichtflugzeug wurde die Produktion 2006 wieder eingestellt.
Die polnische Firma Air Res Aviation in Rzeszów hat die Produktion der Jungmann wieder aufgenommen und setzt damit das Werk von Janusz Karasiewicz fort. Die erste Maschine mit einem tschechischen Motor LOM M332 AK wurde 2012 fertiggestellt. Derzeit (2021) werden immer noch Nachbauten mit verschiedenen Triebwerken gefertigt.
Der Hersteller B&F Technik FK Leichtflugzeuge Speyer fertigt in Zusammenarbeit mit dem tschechischen Unternehmen Podešva Air Replikas der Bücker 131 Jungmann unter der Typenbezeichnung FK131 Jungmann mit einem Triebwerk des Typs Walter Mikron III C UL, die entweder als Experimentalflugzeug oder als Ultraleichtflugzeug betrieben werden können. Der Motor dieser Replika leistet 82 PS, was nahezu der Motorisierung der Bücker 131A entspricht (80 PS), allerdings mit erheblich besseren Verbrauchswerten. Die Flugleistungen und -eigenschaften entsprechen nach Angaben des Herstellers weitgehend dem Original.